# Taylor Ware
Taylor Marie Ware (* 17. September 1994 in Franklin, Tennessee) ist eine US-amerikanische, besonders für Jodeln bekannte Sängerin.

## Leben
Taylor Ware lernte das Jodeln im Alter von sieben Jahren durch Hören einer Kassette, die sie geschenkt bekam.
Mit neun Jahren trat sie für eine Yahoo-Werbung 2003 erstmals vor der Kamera mit ihrem Jodeln auf und wurde zum Star. 2006 nahm sie bei America’s Got Talent teil und landete auf dem dritten Platz. 2004 erschien ihr erstes Album. 
Ware war der Opening Act beim Liberty Bowl für die Sängerin LeAnn Rimes in Memphis, Tennessee am 29. Dezember 2006; dabei sang sie die Amerikanische Nationalhymne. 2009 trat sie erstmals auch in Europa auf, und zwar in der Schweizer TV-Show Benissimo.
Sie trat ferner in verschiedenen Werbungen für den Beech Bend Park in Bowling Green, Kentucky auf. Zudem hatte sie eine Gastrolle als sie selbst in der Serie Laguna Beach. 2010 spielte sie zudem in der Serie No Limit Kids: Much Ado About Middle School mit.
Wares jüngerer Bruder ist ebenfalls Jodler.

## Diskographie
| Jahr | Album                         |
| ---- | ----------------------------- |
| 2004 | Taylor Ware                   |
| 2007 | America’s Yodeling Sweetheart |

Lieder im Album America’s Yodeling Sweetheart:
1. How Does She Yodel?
2. Yodeling Cowgirls
3. Mockingbird Yodel
4. Chocolate Ice Cream Cone
5. Taylor’s Yodel
6. Cowboy’s Sweetheart
7. My Little Lady Who
8. Nola
9. Hillbilly Fever
10. Jesse The Yodeling Cowgirl
11. He Taught Me How To Yodel
12. Yodel Your Troubles Away